# Communauté de communes Cœur de Savoie
Die Communauté de communes Cœur de Savoie ist ein französischer Gemeindeverband mit Rechtsform einer Communauté de communes im Département Savoie, dessen Verwaltungssitz sich in dem Ort Montmélian befindet.
Der Gemeindeverband besteht aktuell aus 41 Gemeinden und zählt 37.780 Einwohner (Stand 2022) auf einer Fläche von 330,26 km². Sein Gebiet umfasst einen Abschnitt des Isère-Tals zwischen Albertville und Chambéry im Zentrum des Départements Savoie. Präsidentin des Gemeindeverbandes ist Béatrice Santais.

## Geschichte
Die Communauté de communes Cœur de Savoie entstand am 1. Januar 2014 durch Fusion der folgenden vier Gemeindeverbände:
- die Communautés de communes Pays de Montmélian, gegründet Ende 2005 durch Montmélian und 14 weitere Mitgliedsgemeinden,
- die Communautés de communes La Rochette-Val Gelon, gegründet im November 1993 als Zusammenschluss der 14 Gemeinden des Kanton La Rochette,
- die Communautés de communes Combe de Savoie aus den vier Gemeinden Cruet, Fréterive, Saint-Jean-de-la-Porte und Saint-Pierre-d’Albigny, in Kraft seit Jahreswechsel 2003/2004,
- die Communautés de communes Gelon-Coisin, gegründet zum Jahreswechsel 2002/2003 bestehend aus den zehn Gemeinden Betton-Bettonet, Bourgneuf, Chamousset, Chamoux-sur-Gelon, Champ-Laurent, Châteauneuf, Coise-Saint-Jean-Pied-Gauthier, Hauteville, Montendry und Villard-Léger.

## Aufgaben
Die Mitgliedsgemeinden haben sehr weitreichende Kompetenzen an den Verband abgetreten. Zu den vorgeschriebenen Kompetenzen gehören die Entwicklung und Förderung wirtschaftlicher Aktivitäten und des Tourismus sowie die Raumplanung auf Basis eines Schéma de Cohérence Territoriale. Der Gemeindeverband steuert die Wohnungspolitik inklusive Sozialwohnungen und besitzt erweiterte Kompetenzen zur Stadtentwicklung. Er betreibt Straßenmeisterei und Rettungsdienste und ist für die Trinkwasserversorgung, Abwasseraufbereitung, Müllabfuhr und Müllentsorgung zuständig. Im Infrastrukturbereich ist der Verband für den interkommunalen Busverkehr, die Schulbusverbindungen sowie die Schaffung von Fahrradwegen verantwortlich. Zusätzlich ist der Verband Schulträger, baut und betreibt Kultur- und Sporteinrichtungen und organisiert Veranstaltungen in beiden Bereichen.

## Historische Entwicklung
Mit Wirkung vom 1. Januar 2019 gingen die ehemaligen Gemeinden Les Marches und Francin in die Commune nouvelle Porte-de-Savoie, und die ehemaligen Gemeinden La Rochette und Étable gingen in die Commune nouvelle Valgelon-La Rochette auf. Dadurch verringerte sich die Anzahl der Mitgliedsgemeinden auf 41.

## Mitgliedsgemeinden
Folgende Gemeinden gehören der Communauté de communes Cœur de Savoie an:
| Gemeinde                              | Einwohner 1. Januar 2022 | Fläche km² | Dichte Einw./km² | Code INSEE | Postleitzahl |
| ------------------------------------- | ------------------------ | ---------- | ---------------- | ---------- | ------------ |
| Apremont                              | 968                      | 17,76      | 55               | 73017      | 73190        |
| Arbin                                 | 816                      | 1,71       | 477              | 73018      | 73800        |
| Arvillard                             | 849                      | 29,28      | 29               | 73021      | 73110        |
| Betton-Bettonet                       | 304                      | 3,41       | 89               | 73041      | 73390        |
| Bourget-en-Huile                      | 143                      | 6,79       | 21               | 73052      | 73110        |
| Bourgneuf                             | 667                      | 6,48       | 103              | 73053      | 73390        |
| Chamousset                            | 615                      | 6,31       | 97               | 73068      | 73390        |
| Chamoux-sur-Gelon                     | 961                      | 10,63      | 90               | 73069      | 73390        |
| Champ-Laurent                         | 31                       | 5,07       | 6                | 73072      | 73390        |
| Châteauneuf                           | 922                      | 6,99       | 132              | 73079      | 73390        |
| Chignin                               | 910                      | 8,32       | 109              | 73084      | 73800        |
| Coise-Saint-Jean-Pied-Gauthier        | 1.306                    | 10,38      | 126              | 73089      | 73800        |
| Cruet                                 | 1.042                    | 10,06      | 104              | 73096      | 73800        |
| Détrier                               | 431                      | 2,25       | 192              | 73099      | 73110        |
| Fréterive                             | 632                      | 11,01      | 57               | 73120      | 73250        |
| Hauteville                            | 350                      | 2,45       | 143              | 73133      | 73390        |
| La Chapelle-Blanche                   | 591                      | 4,13       | 143              | 73075      | 73110        |
| La Chavanne                           | 725                      | 3,06       | 237              | 73082      | 73800        |
| La Croix-de-la-Rochette               | 382                      | 3,04       | 126              | 73095      | 73110        |
| La Table                              | 432                      | 14,85      | 29               | 73289      | 73110        |
| La Trinité                            | 380                      | 4,88       | 78               | 73302      | 73110        |
| Laissaud                              | 752                      | 6,57       | 114              | 73141      | 73800        |
| Le Pontet                             | 133                      | 8,66       | 15               | 73205      | 73110        |
| Le Verneil                            | 89                       | 7,52       | 12               | 73311      | 73110        |
| Les Mollettes                         | 870                      | 5,47       | 159              | 73159      | 73800        |
| Montendry                             | 50                       | 8,28       | 6                | 73166      | 73390        |
| Montmélian                            | 4.041                    | 5,69       | 710              | 73171      | 73800        |
| Myans                                 | 1.294                    | 3,58       | 361              | 73183      | 73800        |
| Planaise                              | 558                      | 4,16       | 134              | 73200      | 73800        |
| Porte-de-Savoie                       | 3.944                    | 22,28      | 177              | 73151      | 73800        |
| Presle                                | 434                      | 11,58      | 37               | 73207      | 73110        |
| Rotherens                             | 375                      | 1,74       | 216              | 73217      | 73110        |
| Saint-Jean-de-la-Porte                | 977                      | 16,01      | 61               | 73247      | 73250        |
| Saint-Pierre-d’Albigny                | 4.175                    | 18,46      | 226              | 73270      | 73250        |
| Saint-Pierre-de-Soucy                 | 423                      | 9,09       | 47               | 73276      | 73800        |
| Sainte-Hélène-du-Lac                  | 835                      | 7,09       | 118              | 73240      | 73800        |
| Valgelon-La Rochette                  | 4.185                    | 7,36       | 569              | 73215      | 73110        |
| Villard-d’Héry                        | 264                      | 4,90       | 54               | 73314      | 73800        |
| Villard-Léger                         | 436                      | 6,73       | 65               | 73315      | 73390        |
| Villard-Sallet                        | 297                      | 3,14       | 95               | 73316      | 73110        |
| Villaroux                             | 191                      | 3,09       | 62               | 73324      | 73110        |
| Communauté de communes Cœur de Savoie | 37.780                   | 330,26     | 114              | –          | –            |